# Vlastiboř (Tábori járás)
Vlastiboř település Csehországban, a Tábori járásban. Vlastiboř Vesce, Sudoměřice u Bechyně, Komárov, Borkovice, Soběslav és Hlavatce településekkel határos. Lakosainak száma 339 fő (2024. január 1.).

## Népesség
A település lakosságának változását az alábbi diagram mutatja:
| Lakosok száma | 619  | 677  | 663  | 486  | 359  | 309  | 315  | 323  | 322  | 339  |
|               | 1869 | 1890 | 1921 | 1950 | 1980 | 2001 | 2017 | 2019 | 2022 | 2024 |